# Cueta pallens
Cueta pallens is een insect uit de familie van de mierenleeuwen (Myrmeleontidae), die tot de orde netvleugeligen (Neuroptera) behoort. 
Cueta pallens is voor het eerst wetenschappelijk beschreven door Klug in Ehrenberg in 1834.